# Parijs-Roubaix 1913
De 18e editie van de wielerwedstrijd Parijs-Roubaix werd gereden op 23 maart 1913. De wedstrijd was 266 km lang. Van al de deelnemers wisten er 85 de eindstreep te halen. De wedstrijd werd gewonnen door François Faber.

## Uitslag
| Plaats  | Naam               | Tijd     |
| ------- | ------------------ | -------- |
| Winnaar | François Faber     | 7u30’00” |
| 2       | Charles Deruyter   | z.t.     |
| 3       | Charles Crupelandt | z.t.     |
| 4       | Louis Mottiat      | z.t.     |
| 5       | Louis Luguet       | z.t.     |
| 6       | Joseph Van Daele   | z.t.     |
| 7       | Jules Masselis     | z.t.     |
| 8       | Georges Passerieu  | +1’30”   |
| 9       | Auguste Benoit     | +3’30”   |
| 10      | André Blaise       | +7’00”   |

1896 · 
1897 · 
1898 · 
1899 · 
1900 · 
1901 · 
1902 · 
1903 · 
1904 · 
1905 · 
1906 · 
1907 · 
1908 · 
1909 · 
1910 · 
1911 · 
1912 · 
1913 · 
1914 · 
1915 · 
1916 · 
1917 · 
1918 · 
1919 · 
1920 · 
1921 · 
1922 · 
1923 · 
1924 · 
1925 · 
1926 · 
1927 · 
1928 · 
1929 · 
1930 · 
1931 · 
1932 · 
1933 · 
1934 · 
1935 · 
1936 · 
1937 · 
1938 · 
1939 · 
1940 · 
1941 · 
1942 · 
1943 · 
1944 · 
1945 · 
1946 · 
1947 · 
1948 · 
1949 · 
1950 · 
1951 · 
1952 · 
1953 · 
1954 · 
1955 · 
1956 · 
1957 · 
1958 · 
1959 · 
1960 · 
1961 · 
1962 · 
1963 · 
1964 · 
1965 · 
1966 · 
1967 · 
1968 · 
1969 · 
1970 · 
1971 · 
1972 · 
1973 · 
1974 · 
1975 · 
1976 · 
1977 · 
1978 · 
1979 · 
1980 · 
1981 · 
1982 · 
1983 · 
1984 · 
1985 · 
1986 · 
1987 · 
1988 · 
1989 · 
1990 · 
1991 · 
1992 · 
1993 · 
1994 · 
1995 · 
1996 · 
1997 · 
1998 · 
1999 · 
2000 · 
2001 · 
2002 · 
2003 · 
2004 · 
2005 · 
2006 · 
2007 · 
2008 · 
2009 · 
2010 · 
2011 ·
2012 · 
2013 ·
2014 ·
2015 ·
2016 ·
2017 ·
2018 ·
2019 ·
2020 · 
2021 · 
2022 · 
2023 · 
2024 · 
2025